# Хидратација (реакција)
У органској хемији хидратација је хемијска реакција у којој се хидроксилна група (OH-) и водоник везују за два атома угљеника који су ковалентно везани двоструком везом:
киселина 
Хидратација је скуп хемијских и физичких процеса, у којима је вода једини са другом супстанцијом без остатка. Процеси хидратације су посебни облик процеса солватације. 
Вода у процесу хидратације може да буде у течном или гасовитом облику. Разне форме процеса хидратације се заснивају на различитом везиивању молекула воде са молекулима других супстанција или њиховим јонима. У продуктима хидратације вода може и даље да остаје у облику молекула или да удео у новонасталом хемијском једињењу има у облику мешавине водоника и кисеоника у истој пропорцији као и у молекулу воде, то јест у односу 2:1.
Облици хидратације:
- хемијска реакција синтезе (подједнако у неорганској и органској), нпр. реакција воде са кисеоником која даје хидроксид
- настанак координатне везе у кристалној решетки неких једињења, услед чега из безводне соли настаје „уводњена“ со.
- једињење у воденом раствору са неким катјонима, услед чега настају комплексни катјони.